# Сельское поселение Черниговское
Се́льское поселе́ние Черни́говское — муниципальное образование в Прохладненском районе Кабардино-Балкарской Республики.
Административный центр — село Черниговское.

## География
Муниципальное образование расположено в западной части Прохладненского района. В состав сельского поселения входят 2 населённых пункта.
Площадь территории в ведении сельского поселения составляет — 30,82 км². Из них 84,4 % (26,0 км²) приходятся на сельскохозяйственные угодья.
Граничит с землями муниципальных образований: Советское на западе, Карагач и Солдатская на северо-западе, Учебное и Янтарное на востоке, Алтуд и Благовещенка на юге и Баксанёнок на юго-западе.
Сельское поселение расположено на наклонной Кабардинской равнине, в равнинной зоне республики. Средние высоты на территории сельского поселения составляют 265 метров над уровнем моря. Рельеф местности представляет собой в основном волнистые равнины с незначительным уклоном с юго-запада на северо-восток, без резких колебаний относительных высот. Между двумя населёнными пунктами тянутся бугристые лесистые возвышенности и различные курганы.
Гидрографическая сеть представлена рекой Малка и её притоками: Шакой, Ямансу, Гнилуха, Янтарка и Чёрная. Рядом с населёнными пунктами находятся одноимённые озёра — Черниговское (4 га) и Саратовское (3 га). Всего на территории сельского поселения 6 озёр.
Климат влажный умеренный, с тёплым летом и прохладной зимой. Среднегодовая температура воздуха положительная и составляет около +11,0°С. Средняя температура воздуха в июле достигает +24,0°С. Средняя температура января составляет около −2,0°С. Среднегодовое количество осадков составляет около 700 мм. Абсолютная среднегодовая влажность воздуха составляет 9,7—10,0 мм.

## История
Черниговская сельская администрация была образована в 1992 году, на основании постановления № 1 от 26.3.1992 года главой администрации Прохладненского района КБР, после реорганизации и преобразования Черниговского сельского совета.
Муниципальное образование Черниговское наделено статусом сельского поселения законом Кабардино-Балкарской Республики от 27.2.2005 № 13-РЗ «О статусе и границах муниципальных образований в Кабардино-Балкарской Республике».

## Население
| 2002 | 2010 | 2012 | 2013 | 2014 | 2015  | 2016 |
| ---- | ---- | ---- | ---- | ---- | ----- | ---- |
| 978  | ↘962 | ↘956 | ↘932 | ↘929 | ↗933  | ↘927 |
| 2017 | 2018 | 2019 | 2020 | 2021 | 2023  | 2024 |
| ↘895 | ↗926 | ↘906 | ↗913 | ↗978 | ↗1000 | ↘980 |
| 2025 |      |      |      |      |       |      |
| ↗994 |      |      |      |      |       |      |

Процент от населения района — 1.97 %.
Плотность — 32.25 чел./км².
Национальный состав
По данным Всероссийской переписи населения 2021 года:
| Народ                | Численность, чел. | Доля от всего населения, % |
| -------------------- | ----------------- | -------------------------- |
| русские              | 645               | 65,95 %                    |
| кабардинцы (черкесы) | 115               | 11,76 %                    |
| * кабардинцы         | 113               | 11,56 %                    |
| * черкесы            | 2                 | 0,20 %                     |
| балкарцы             | 67                | 6,85 %                     |
| цыгане               | 66                | 6,75 %                     |
| турки                | 55                | 5,62 %                     |
| другие               | 30                | 3,07 %                     |
| нет / не указано     | 0                 | 0                          |
| всего                | 978               | 100 %                      |

## Состав поселения
| № | Населённый пункт | Тип населённого пункта       | Население | Доля от населения (%) |
| - | ---------------- | ---------------------------- | --------- | --------------------- |
| 1 | Саратовский      | хутор                        | ↘380      | 38,85 %               |
| 2 | Черниговское     | село, административный центр | ↗598      | 61,15 %               |

## Местное самоуправление
Администрация сельского поселения Черниговское — село Черниговское, ул. Кравченко, № 80.
Структуру органов местного самоуправления сельского поселения составляют:
- Исполнительно-распорядительный орган — Местная администрация сельского поселения Черниговское. Состоит из 4 человек.
  - Глава администрации сельского поселения — Голиков Николай Александрович (с 12 апреля 2012 года).
- Представительный орган — Совет местного самоуправления сельского поселения Черниговское. Состоит из 8 депутатов, избираемых на 5 лет.
  - Председатель Совета местного самоуправления сельского поселения — Голиков Николай Александрович.

## Экономика
Основу экономики муниципального образования составляет сельское хозяйство. В растениеводстве наибольшее развитие получили возделывания зерновых и технических культур.
На территории сельского поселения действуют 3 сельскохозяйственных предприятия местного значения:
- ООО «Черниговское»
- ЗАО рНП «Черниговское»
- ТРК «Гендугов»

## Примечание
1. 1 2  Численность постоянного населения Российской Федерации по муниципальным образованиям на 1 января 2025 года — М.: Росстат, 2025.
2. ↑  Численность населения Кабардино-Балкарской Республики по сельским населённым пунктам по итогам ВПН-2002
3. ↑  Численность населения КБР в разрезе населённых пунктов по итогам Всероссийской переписи населения 2010 года
4. ↑  Численность населения Российской Федерации по муниципальным образованиям. Таблица 35. Оценка численности постоянного населения на 1 январ
5. ↑  Численность населения Российской Федерации по муниципальным образованиям на 1 января 2013 года. Таблица 33. Численность населения городских округов, муниципальных районов, городских и сельских поселений, городских населённых пунктов, сельских населённых пунктов — Росстат, 2013. — 528 с.
6. ↑  Таблица 33. Численность населения Российской Федерации по муниципальным образованиям на 1 января 2014 года
7. ↑  Численность населения Российской Федерации по муниципальным образованиям на 1 января 2015 года
8. ↑  Численность населения Российской Федерации по муниципальным образованиям на 1 января 2016 года — 2018.
9. ↑  Численность населения Российской Федерации по муниципальным образованиям на 1 января 2017 года — М.: Росстат, 2017.
10. ↑  Численность населения Российской Федерации по муниципальным образованиям на 1 января 2018 года — М.: Росстат, 2018.
11. ↑  Численность населения Российской Федерации по муниципальным образованиям на 1 января 2019 года
12. ↑  Численность населения Российской Федерации по муниципальным образованиям на 1 января 2020 года
13. 1 2 3  Итоги Всероссийской переписи населения 2020 года (по состоянию на 1 октября 2021 года)
14. ↑  Численность постоянного населения Российской Федерации по муниципальным образованиям на 1 января 2023 года (с учётом итогов Всероссийской п — Росстат, 2023.
15. ↑  Численность постоянного населения Российской Федерации по муниципальным образованиям на 1 января 2024 года — Росстат, 2024.
16. ↑  Итоги Всероссийской переписи населения 2020 года. Том 5. Национальный состав и владение языками. Таблица 1. Национальный состав населения Кабардино-Балкарской Республики, городских округов и муниципальных районов. Дата обращения: 9 октября 2023. Архивировано 16 октября 2023 года.
17. ↑  указаны как кабардинцы
18. ↑  указаны как черкесы